# Даттон (Алабама)
Даттон (англ. Dutton) — місто (англ. town) в США, в окрузі Джексон штату Алабама. Населення — 330 осіб (2020).

## Географія
Даттон розташований за координатами 34°36′22″ пн. ш. 85°54′43″ зх. д. / 34.60611° пн. ш. 85.91194° зх. д. (34.606152, -85.911850). За даними Бюро перепису населення США в 2010 році місто мало площу 2,24 км², уся площа — суходіл.

## Демографія
Згідно з переписом 2010 року, у місті мешкало 315 осіб у 115 домогосподарствах у складі 84 родин. Густота населення становила 141 особа/км². Було 136 помешкань (61/км²).
Расовий склад населення:
| - 90,8 % — білих - 2,5 % — чорних або афроамериканців - 2,2 % — осіб інших рас |

До двох чи більше рас належало 4,4 %. Частка іспаномовних становила 3,2 % від усіх жителів.
За віковим діапазоном населення розподілялося таким чином: 27,6 % — особи молодші 18 років, 60,0 % — особи у віці 18—64 років, 12,4 % — особи у віці 65 років та старші. Медіана віку мешканця становила 37,8 року. На 100 осіб жіночої статі у місті припадало 94,4 чоловіків; на 100 жінок у віці від 18 років та старших — 98,3 чоловіків також старших 18 років.
Середній дохід на одне домашнє господарство становив 54 708 доларів США (медіана — 39 688), а середній дохід на одну сім'ю — 63 196 доларів (медіана — 49 063). За межею бідності перебувало 24,2 % осіб, у тому числі 46,0 % дітей у віці до 18 років та 17,3 % осіб у віці 65 років та старших.
Цивільне працевлаштоване населення становило 148 осіб. Основні галузі зайнятості: виробництво — 28,4 %, роздрібна торгівля — 14,2 %, освіта, охорона здоров'я та соціальна допомога — 12,8 %, мистецтво, розваги та відпочинок — 12,2 %.